# لیندمتسا
لیندمتسا (به انگلیسی: Lindmetsa) یک روستا در دهستان سارما، شهرستان ساره در غرب استونی است.